# (73435) 2002 MS
(73435) 2002 MS – planetoida z pasa głównego asteroid okrążająca Słońce w ciągu 4,23 lat w średniej odległości 2,62 j.a. Odkryta 18 czerwca 2002 roku.